# Kevin MacNeil
Kevin MacNeil (in scozzese Caoimhin MacNèill; Lewis e Harris, 1972) è uno scrittore e poeta scozzese.
Anche drammaturgo, le sue opere si ambientano principalmente in Scozia. Il suo primo romanzo, Love and Zen in the Outer Hebrides (Amore e Zen nelle Ebridi Esterne), ha vinto il Premio Tivoli Europa Giovani per miglior opera poetica pubblicata in Europa da autori sotto i 35 anni.

## Biografia
Il suo romanzo, A Method Actor's Guide to Jekyll and Hyde e la sua opera bestseller d'esordio, The Stornoway Way sono stati pubblicati con successo internazionale. È inoltre autore di Be Wise Be Otherwise e  The Callanish Stoned (Theatre Hebrides); pubblica racconti con regolarità.
L'ultimo dramma scritto da MacNeil e intitolato Sweetness (Dolcezza), è un adattamento del romanzo dell'autore svedese Torgny Lindgren ed è in tour nel 2011. La sua antologia di poesie sulle Isole scozzesi, These Islands, We Sing (Queste isole, cantiamo), viene pubblicata in giugno 2011.
MacNeil collabora spesso con musicisti e artisti visivi. Nel 2005 è uscito il suo singolo discografico (in collaborazione con William Campbell) dal titolo Local Man Ruins Everything (Fantastic Plastic) dichiarato Single of the Week da The Guardian, dalla rivista The List e sullo show radiofonico di Steve Lamacq. L'album esce nel 2011.
Assiduo ciclista, in settembre 2009 ha percorso in dodici giorni i 1300 km del Danubio, dalla sorgente fino a Budapest, su una bicicletta a scatto fisso per beneficenza a favore di due organizzazioni anti-cancro e la BBC ne ha prodotto un documentario.
MacNeil vive attualmente a Londra.